# Perola actiosa
Perola actiosa är en fjärilsart som beskrevs av Dyar 1926. Perola actiosa ingår i släktet Perola och familjen snigelspinnare. Inga underarter finns listade i Catalogue of Life.